# 不幸子
「不幸子」（ふさちこ）は、かかしのデビューシングル・楽曲である。1997年6月21日に発売された。

## 概要
1993年に村上雄信がかかしに加入して初めて制作された楽曲で同年開催されたJ-WAVEのバンド大会で演奏するために制作された曲である。ばんばひろふみのSACHIKOと正反対の曲を作ろうということで「不幸子」という曲名になった。
ダブル・オーレコードがソニー・ミュージックレコーズに吸収されたことにより、1997/11/04からはSMRによる発売になった。このため、CDの品番を「OODO-5029」から「SRDL-4476」に替えて販売された。
現在は廃盤となっているが、楽曲自体はかかしの代表曲として、3つのアルバムに収録されていたり、ライブなどでも演奏されている。

## 収録曲
品番：OODO-5029・SRDL-4476（1997/11/04～）
1. 不幸子
2. 不幸子 （オリジナル・カラオケ）

## 収録アルバム
- 万博 (1997)
  - トラック#1に収録
- 万博 (2004)
  - トラック#6に収録
- かかしベストアルバム〜タイトル「未定」〜
  - トラック#1に収録